# Метилат натрия
Метилат натрия или метоксид натрия — органическое химическое соединение с формулой СН3ONa. Представляет собой бесцветное твёрдое вещество, при нормальных условиях порошок — которое образуется при депротонировании из метанола, широко используемый реагент в промышленности и лабораториях. Является сильной, едкой щёлочью.

## Получение и структура
Метоксид натрия готовят путем тщательного смешивания метанола с натрием, в ходе экзотермической реакции выделяется чистый водород:
{\displaystyle {\mathsf {2Na+2CH_{3}OH\rightarrow 2CH_{3}ONa+H_{2}\uparrow +Q}}}
Реакция настолько экзотермична, что возможно воспламенение. Получаемый бесцветный раствор используется в качестве источника метоксида натрия, но чистое вещество может быть получено путем выпаривания с последующим нагреванием для удаления остатков метанола. Гидролизуется в воде, давая метанол и гидроксид натрия; коммерческий метилат натрия может быть загрязнен гидроксидами. Твёрдое вещество, особенно в растворе поглощает углекислый газ из воздуха, тем самым снижая собственную основность.
В твёрдой форме метоксид натрия представляет собой полимер, с плоскими ионными структурами где ионы Na+ окружены четырьмя кислородами.
Структура и основность метоксида натрия в растворе зависит от растворителя. В ДМСО он значительно более сильное основание, поскольку здесь он более сильно ионизирован и свободен от водородных связей.

## Применение

### Органический синтез
Натрия метоксид — регулярно используемое вещество в органической химии, применяемое для синтеза многочисленных соединений, начиная от лекарственных средств до агрохимикатов. Как основание часто применяется в реакциях дегидрогалогенирования. Он также является нуклеофилом при производстве метиловых эфиров.

### Промышленное применение
Метоксид натрия используется в качестве инициатора анионной полимеризации вместе с этиленоксидом, образуя полиэфиры с высокой молекулярной массой. Биодизельное топливо получают из растительных масел и животных жиров, то есть жирных кислот и триглицеридов, путем переэтерификации с метанолом, чтобы получить метиловые эфиры жирных кислот. Это превращение катализируется метоксидом натрия.

## Безопасность
Метоксид натрия очень едкий, гидролиз даёт метанол, который является токсичным и взрывоопасным.